# Hoge
Hoge (tysk Hooge, frisisk Huuge) er en hallig og kommune i det nordlige Tyskland under Kreis Nordfriesland i delstaten Slesvig-Holsten. Hoge er med sine 574 hektar den næststørste af de ti halliger i det nordfrisiske vadehav. Under kommunens område hører foruden halligen Hoge også den ubeboede hallig Nørreog. På Hoge lever der afhængig af årstiden op til 120 mennesker.
Hoge er som de andre halliger udsat for oversvømmelser i forbindelse med kraftigt højvande eller ved stormflod. Hoge har ni stormflodssikre beboede værfter, det vil sige kunstigt opkastede høje, så husene ikke oversvømmes ved højvande, når resten af øen oversvømmes. Oversvømmelserne kaldes Land Unter.
I 1962 blev Hoge udsat for en stormflod, hvor værfterne viste sig at være for lave og mange bygninger blev beskadiget. Ødelæggelserne resulterede i at Hoge fik penge fra den tyske stat til at forstærke digerne, værfterne og husene. I de sidste år er værfterne jævnligt blevet forstærket efter at havspejlet nu stiger hurtigere end for hundrede år siden. Også ekstreme vejrsituationer tiltager. Det skyldes sandsynligvis den globale klimaændring.
Den største af de 11 værfter er Hanswarft. Her ligger kommunekontoret, turistkontoret, brandstationen, supermarkedet, restauranter og museer.

## Befolkning
Hoges areal og indbyggertal har i tidens løb været for nedadgående. Endnu for 200 år siden var der to værfter med 480 indbyggere. Før stormfloden i 1825 var der 393 indbyggere og i 1850 250 indbyggere. Omkring 1900 boede der på 9 beboede værfter 140 personer. I 2006 boede kun 81 indbyggere på Hoge hele året.
En del af indbyggere taler halligfrisisk. Halligfrisisk er en variant af det nordfrisiske sprog.

## Erhvervsliv og transport
På grund af de særlige naturmæssige forhold på Hoge er det kun muligt at dyrke græs, der kan danne grundlag for en husdyrproduktion. Græsarealet på Hoge er vedvarende græs, hvoraf den ene halvdel er udlagt til græsning og den anden til høslet, således at vinterfoderet er sikret.
I de seneste år har det ikke været muligt for halligbefolkningen at ernære sig ved landbrug alene. Fra begyndelsen af 1960'erne har turisterhvervet indtaget en stadig vigtigere plads i erhvervsstrukturen. I 1960 overnattede ca. 3000 gæster på Hoge, mens tallet i 1978 var på ca. 35.000. I juli-august kommer der nu ca. 2000 endagsturister dagligt til Hoge. Man har ikke villet bygge hoteller på Hoge, og alle gæster bor derfor i de privatejede huse. De fleste familier på Hoge har således turisme som hoved- og bierhverv, og om sommeren er størstedelen af befolkningen beskæftiget med turisme. En del af Hoges mænd er beskæftiget med kystsikring.
Fiskeri har aldrig været hovederhverv for befolkningen. Halligbønderne har af og til hentet fisk til den private husholdning ved at fiske, men ellers har fiskeri ingen betydning haft.
Kontakten til den øvrige del af Nordfrisland er udbygget gennem årene, dels via el- og vandforsyningen, dels via færgen og helikoptertjeneste i særlige situationer. Der er flere gange daglig færge- og turistsejlads fra Langenæs, Amrum, Nordstrand, Sild og fra Slutsil på fastlandet.

## Skolen
Skolen ligger på Ockeliitzvarft, hvor skolestue og lærerbolig er i samme bygning. Her underviser to lærere de 10 elever fordelt på 1.-9. årgang. Hvis børnene fra Hoge ønsker videregående skolegang, må dette ske på fastlandet.

## Kirken
Hoge Kirke på kirkevarftet er bygget i årene 1637 til 1642 af resterne fra den ved stormfloden i 1634 ødelagte kirke i landsbyne Østervold på Strand. Kirken har et gulv af sandsten, som tidligere havde den funktion at sørge for, at vandet hurtigt forsvandt igen efter en stormflod.

## Historie
Den 16. januar 1362 tog stormfloden Den Store Manddrukning over 30 kirkesogne og kostede mange tusinder mennesker livet. Et stort landområde ud for den nordfrisiske kyst blev revet i stykker og opdelt i mindre øer og halliger.
Den oprindelige frisiske befolkning på Hoge har ernæret sig ved landbrug, men et par gange i Hoges ca. 1000-årige historie har andre erhverv indtaget en indtægtsmæssig vigtig rolle.
I 1700- og 1800-tallet var en stor del af den mandlige befolkning beskæftiget i den hollandske handelsflåde. Andre tog hvert forår af sted til de arktiske områder for at fange hvaler. I Kongepesel (Königspesel) kan man på kakler, porcelæn, glas og andet inventar se, hvad det økonomiske opsving har betydet for det daglige liv på Hoge i den tid.
Da Hollands store betydning som søfartsnation gik tilbage i midten af 1800-tallet, måtte man atter klare sig med det, som Hoge selv kunne give.
- St. Johanniskirche
- Prædikestolen
- Kirchwarft
- Volkertswarft
- Ockelützwarft
- Backenswarft

## Turisme
Halligens attraktion er Kongepeselen (nordfrisisk: é kongepesel, pesel=storstue, på dansk pisel). Peselen i kaptajn Hans Tades gamle hus har i øvrigt fået sit navn kongepesel, efter at den danske konge Frederik 6. i juli 1826 måtte overnatte på Hoge, da en "Land unter" forhindrede ham i at rejse videre til fastlandet. Han var taget til området for at bese de skader, som stormfloden i 1825 havde anrettet på hertugdømmets vestkyst. Efter besøget oprettede kongen halligfondet, hvorfra enhver halligbeboer som byggede et højt og drøjt varft med gode bygninger kunne få tilskud. Stuen er indrettet med hollandske kakler, gamle møbler, billeder og ting fra Hoges søfartsepoke.
Halligmuseet har udstillinger om halliglivets kultur og historie.
Derudover findes der en biologisk station på Hansværft med udstillinger om Nationalparken Vadehavet og halligernes plante- og dyreliv. I nærheden af museerne befinder sig stormflodsbiografen, som viser en dokumentarfilm om halligernes oversvømmelser.
54°34′N 8°33′Ø / 54.567°N 8.550°Ø